# Černý mustang

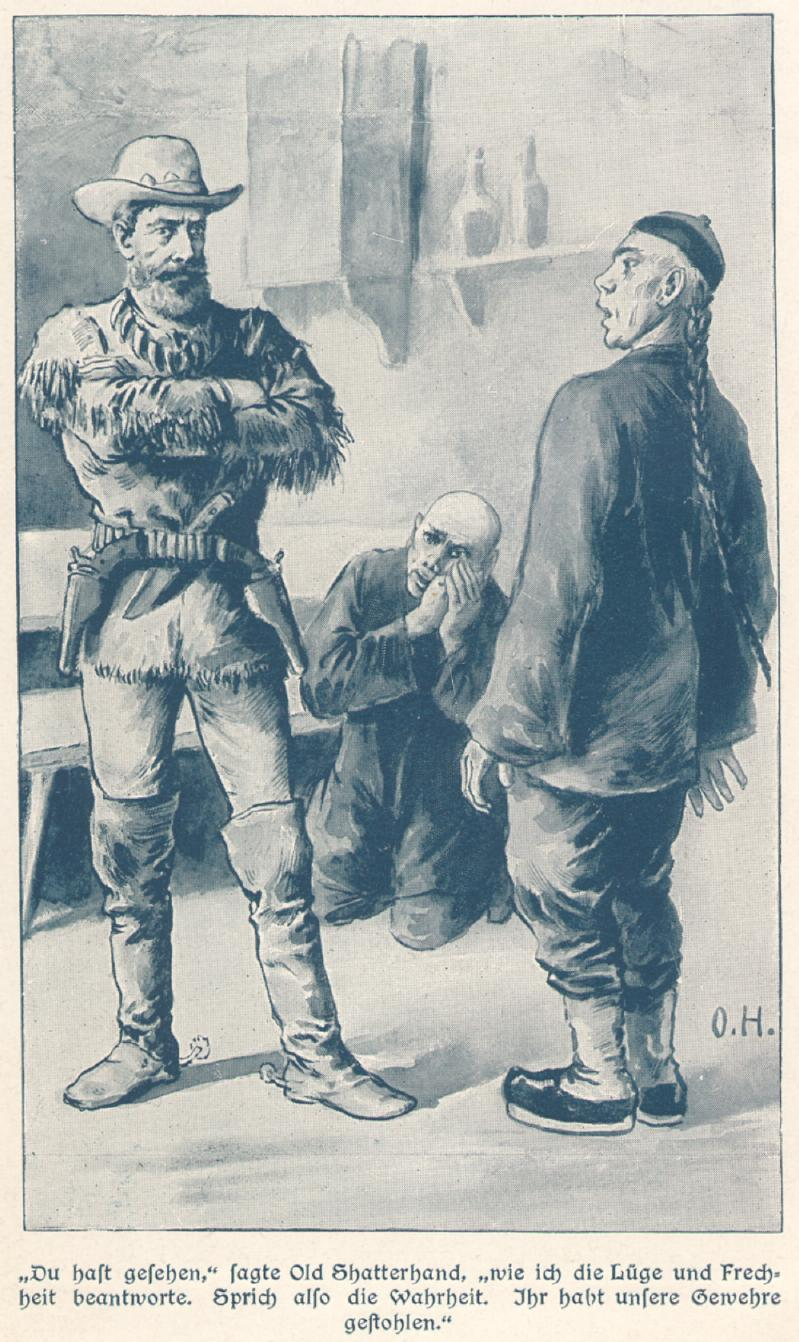
Ilustrace k prvnímu knižnímu vydání z roku 1899

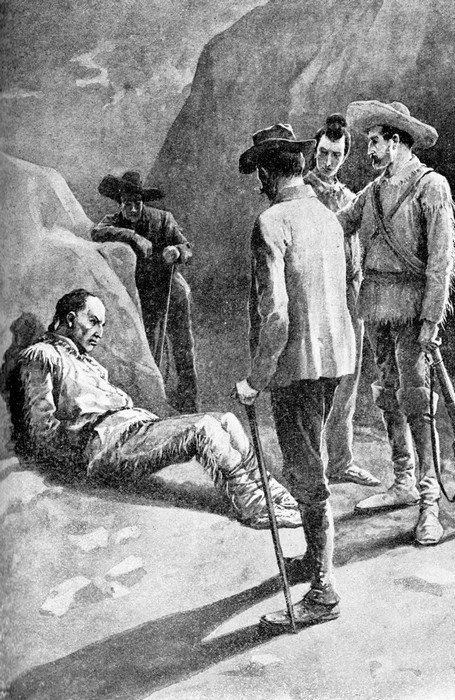
Ilustrace Věnceslava Černého z roku 1908.

Černý mustang (Der schwarze Mustang) je kratší dobrodružný román (spíše novela) německého spisovatele Karla Maye.
Román nejprve vycházel v letech 1896-1897 na pokračování ve stuttgartském časopise pro mládež Der Gute Kamerad (Dobrý kamarád) a prvního knižního vydání se dočkal roku 1899 v nakladatelství Union Deutsche Verlagsgesellschaft, Stuttgart. Nakladatelství Karl-May-Verlag vydává v rámci Sebraných spisů Karla Maye román s názvem Halbblut (Míšenec) pod pořadovým číslem třicet osm, doplněný třemi Mayovými povídkami.

## Děj
Kniha vypráví o tom jak se Černý mustang, náčelník Komančů, a jeho vnuk Lstivý had, marně snaží přemoci apačského náčelníka Vinnetoua a jeho bílého bratra Old Shatterhanda. Lstivý had je mestic, tj. míšenec indiánky (dcery Černého mustanga) a bělocha (odtud německý název knihy z Mayova souborného díla). S Černým mustangen se zmocní legendárních zbraní obou přátel – Vinnetouovy stříbrné pušky i Old Shatterhandovy těžké medvědobijky a jeho slavné henryovky. Tento čin však nezůstane nepotrestán, oba přátelé se s pomocí několika dalších přátel (např. zálesák Hobble Frank se svým bratrancem, známým pod jménem Tetka Drollová) získají zbraně zpět. Rovněž Komančům zabrání přepadnout jednu běloškou osadu, kterou Komančové chtějí vyloupit, vypálit a její osadníky povraždit. Podaří se jim všechny Komanče zajmout, vezmou jim zbraně, koně a medicínové váčky a pak je zase propustí.

## Česká vydání
Čeští čtenáři se mohli s románem seznámit již roku 1908, kdy jej vydal pražský nakladatel Alois Hynek v překladu Josefa Ladislava Turnovského a ilustracemi Věnceslava Černého. Ve stejném překladu a se stejnými ilustracemi pak Hynek knihu vydal ještě roku 1920. Následující dvě vydání jsou z nakladatelství Toužimský a Moravec. Zde kniha vyšla nejprve roku 1933 (v překladu Vladimíra Sokola a s ilustracemi Zdeňka Buriana a Věnceslava Černého) v edici s S puškou a lassem a pak roku 1940 ve stejném překladu, ale již pouze s Burianovými ilustracemi v rámci tzv. Velké řady knih Karla Maye.
Další vydání je až z roku 1968, kdy komunističtí cenzoři dovolili tehdejšímu Státnímu nakladatelství dětské knihy vydat román v edici Knihy odvahy a dobrodružství ve volném překladu Vítězslava Kocourka (skrývajícího se pod pseudonymem Jiří Bernard) a s ilustracemi Zdeňka Buriana. Po přejmenování SNDK na Albatros vyšel v tomto nakladatelství román roku 1970 ještě jednou, a to ve stejném překladu a se stejnými ilustracemi.
Po roce 1989 vyšel román již šestkrát. Nejprve to bylo sešitové vydání z roku 1991 v Hanáckém nakladatelství A-MOR z Vyškova, ve kterém se vydavateli podařilo text knihy zkrátit na pouhých 48 stran. Následovalo vydání z roku 1993 v plzeňském nakladatelství Perseus. V roce 1996 vyšla kniha v nakladatelství GABI z Českého Těšína (s ilustracemi Milana Fibigera) a v brněnském nakladatelství Návrat v rámci jeho projektu Souborné vydání díla Karla Maye (v upraveném překladu J. L. Turnovského a ilustracemi Libora Baláka). Zatím poslední vydání je z roku 1997, kdy román vydalo znovu založené nakladatelství Toužimský a Moravec v upraveném překladu Vladimíra Sokola a s ilustracemi Zdeňka Buriana. Roku 2024 vydalo román opět nakladatelství Albatros v edici Knihy odvahy a dobrodružství, opět ve volném překladu Vítězslava Kocourka, ale s úplným ilustračním doprovodem Zdeňka Buriana.